# Aldringen

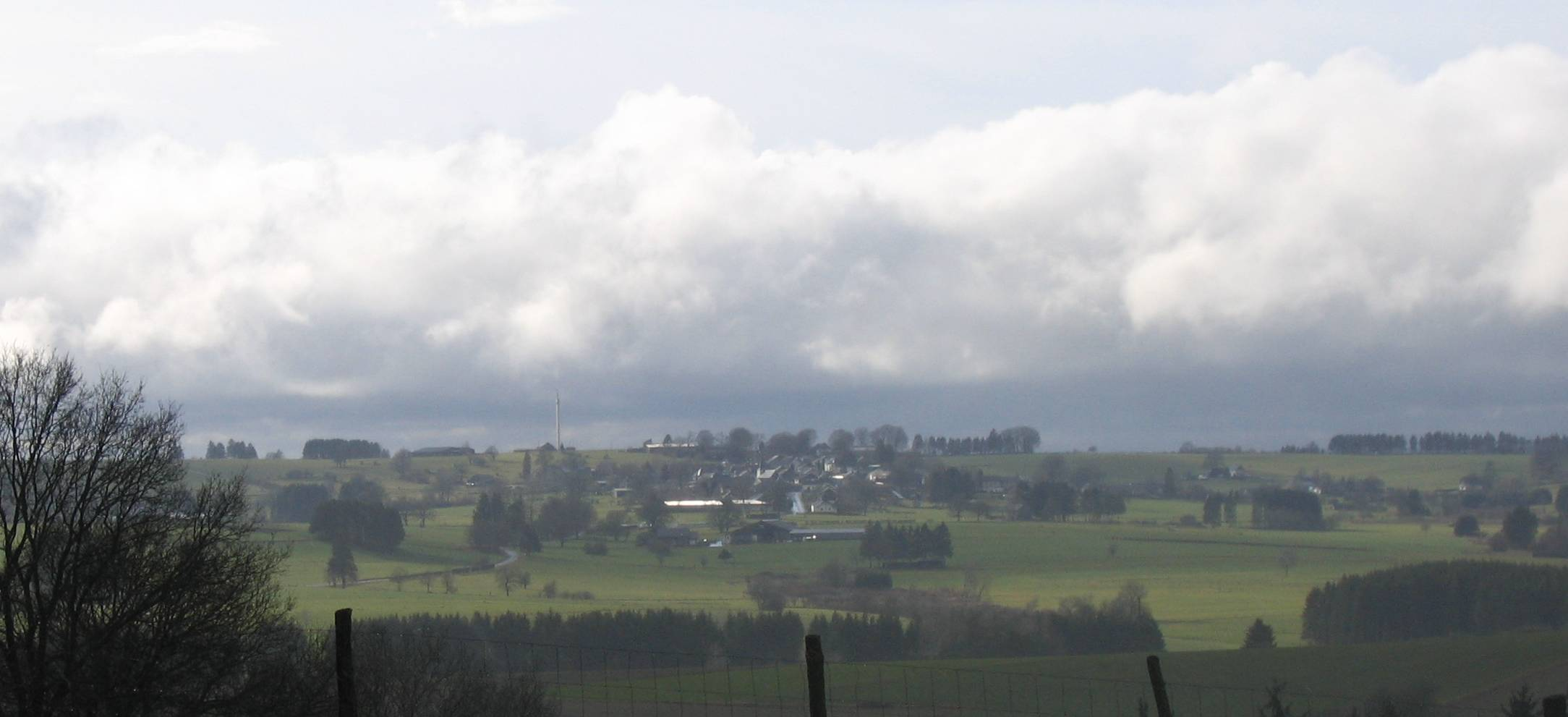
Aldringen

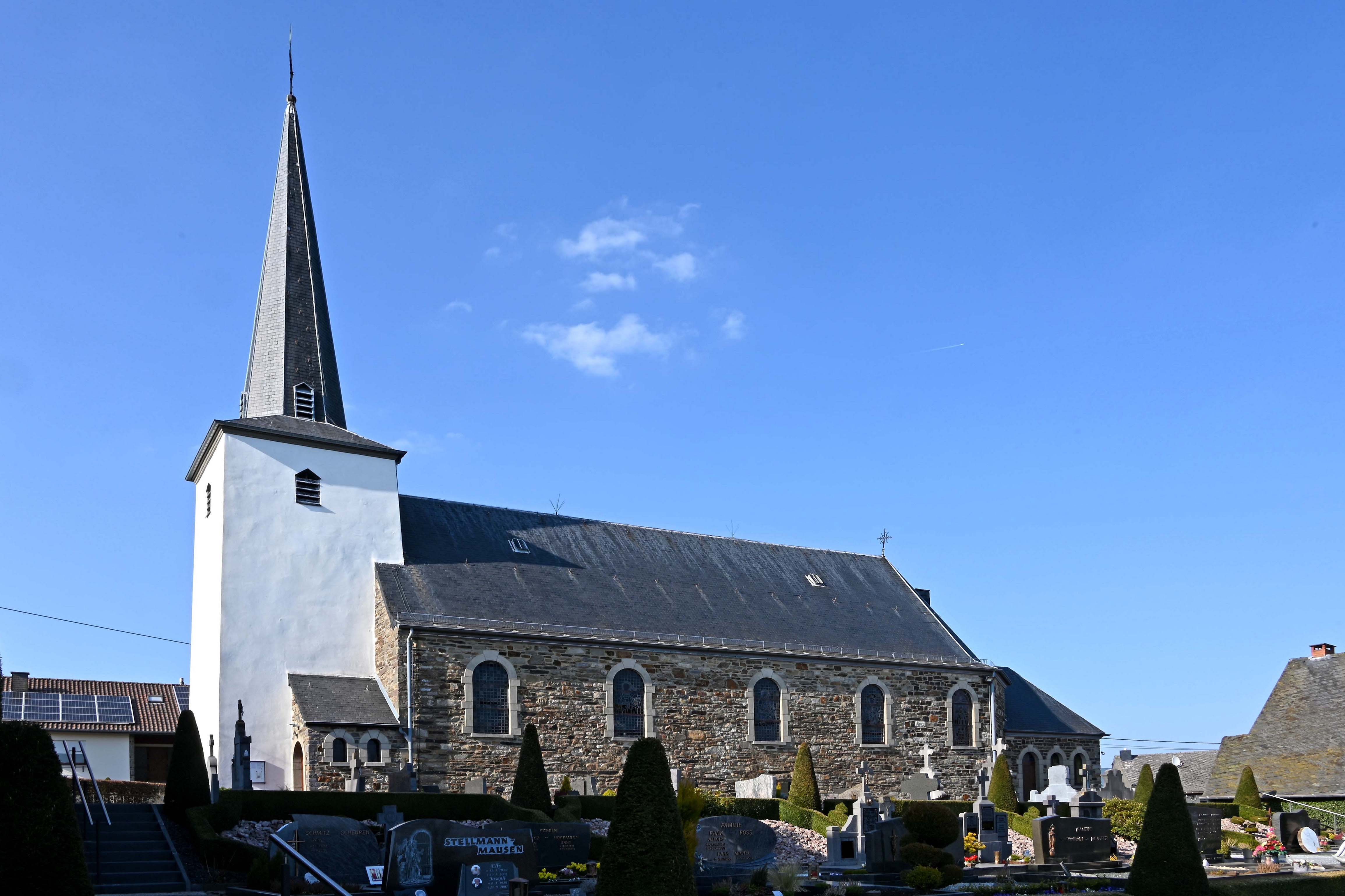
Aldringen, Kirche

Aldringen ist ein Dorf in der belgischen Eifel mit 339 Einwohnern, das zur Gemeinde Burg-Reuland in der Provinz Lüttich gehört. Aldringen liegt im deutschsprachigen Teil des Königreichs Belgien und gehört zur Deutschsprachige Gemeinschaft.

## Geografie
Aldringen grenzt an Beho, Deifelt, Espeler, Thommen und Maldingen. Aldringen besteht neben dem Ortskern größtenteils aus Weideland. Es gibt auch Ackerland und einige kleinere bewaldete Gebiete.
Die Gemeinde Burg-Reuland beschloss im Jahr 2009 die Einführung von Straßennamen in mehreren Phasen. Aldringen war Teil der vierten Phase, in der das Dorf offizielle Straßennamen erhielt. Diese Maßnahme ermöglichte eine klare und eindeutige Adressierung für die Bewohner von Aldringen und erleichterte die Orientierung in der Gemeinde Burg-Reuland. Vor dieser Einführung gab es in Aldringen offiziell keine Straßennamen. Allerdings hatten Straßen, Ortsteile und Wälder bereits informelle Namen wie „d' Jaass“ (nun Martinusstraße), „d' Stross“ (nun Brauvennstraße), „op't Buresch“, „on 't Steekoul“ und „de Moljerweich“ (nun Hohlbrunnenweg). Einige dieser Namen sind immer noch im Gebrauch, da die neuen Straßennamen nur im bewohnten Gebiet gelten. Feld- und Waldwege sowie Weiden und Flurstücke tragen weiterhin ihre althergebrachten, umgangssprachlichen Namen.
Aldringen liegt überwiegend im Einzugsgebiet der Our, einem Nebenfluss der Mosel und somit des Rheins. Ein kleiner Teil des Ortes gehört jedoch zum Einzugsgebiet der Amel, die in die Ourthe und anschließend in die Maas mündet. Damit befindet sich Aldringen auf der Wasserscheide zwischen Maas und Rhein. In Aldringen entspringen der Thommer Bach, im Oberlauf Hohlbrunnenbach genannt, die Ulf und auch der Braunlauf.
Die höchste Erhebung in Aldringen liegt bei 536 m (Lage).
Die unter Denkmalschutz stehenden Grenzsteine „79“ (Lage) bis „89“ (Lage) wurden im Jahr 1815 um Aldringen errichtet und markierten die Grenze zwischen Preußen und den Niederlanden. Im Jahr 1920 wurde diese Grenze zur Grenze zwischen der Provinz Lüttich und der Provinz Luxemburg.

Unter Denkmalschutz stehenden Grenzsteine in Aldringen
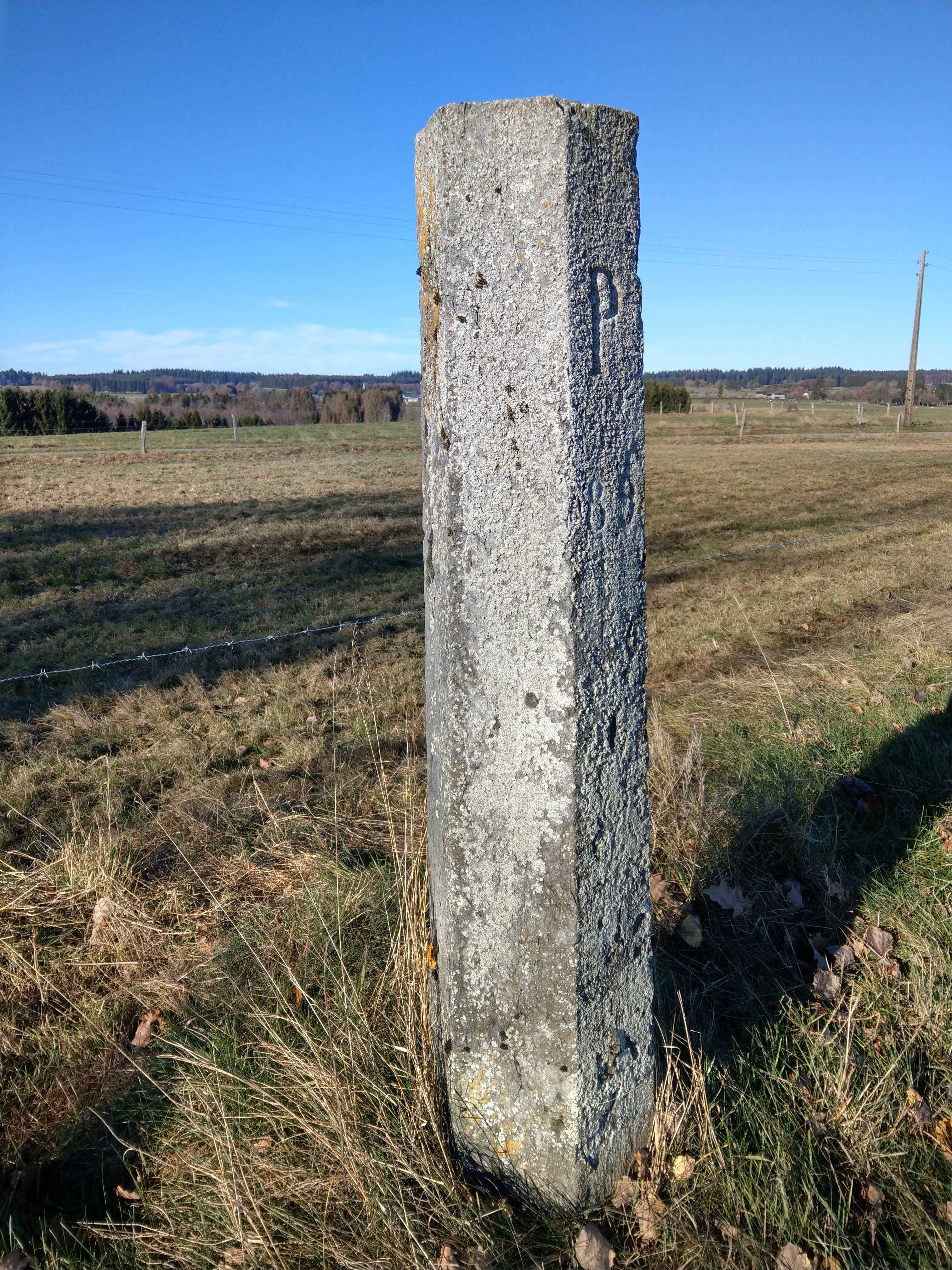
Grenzstein Nr. 89
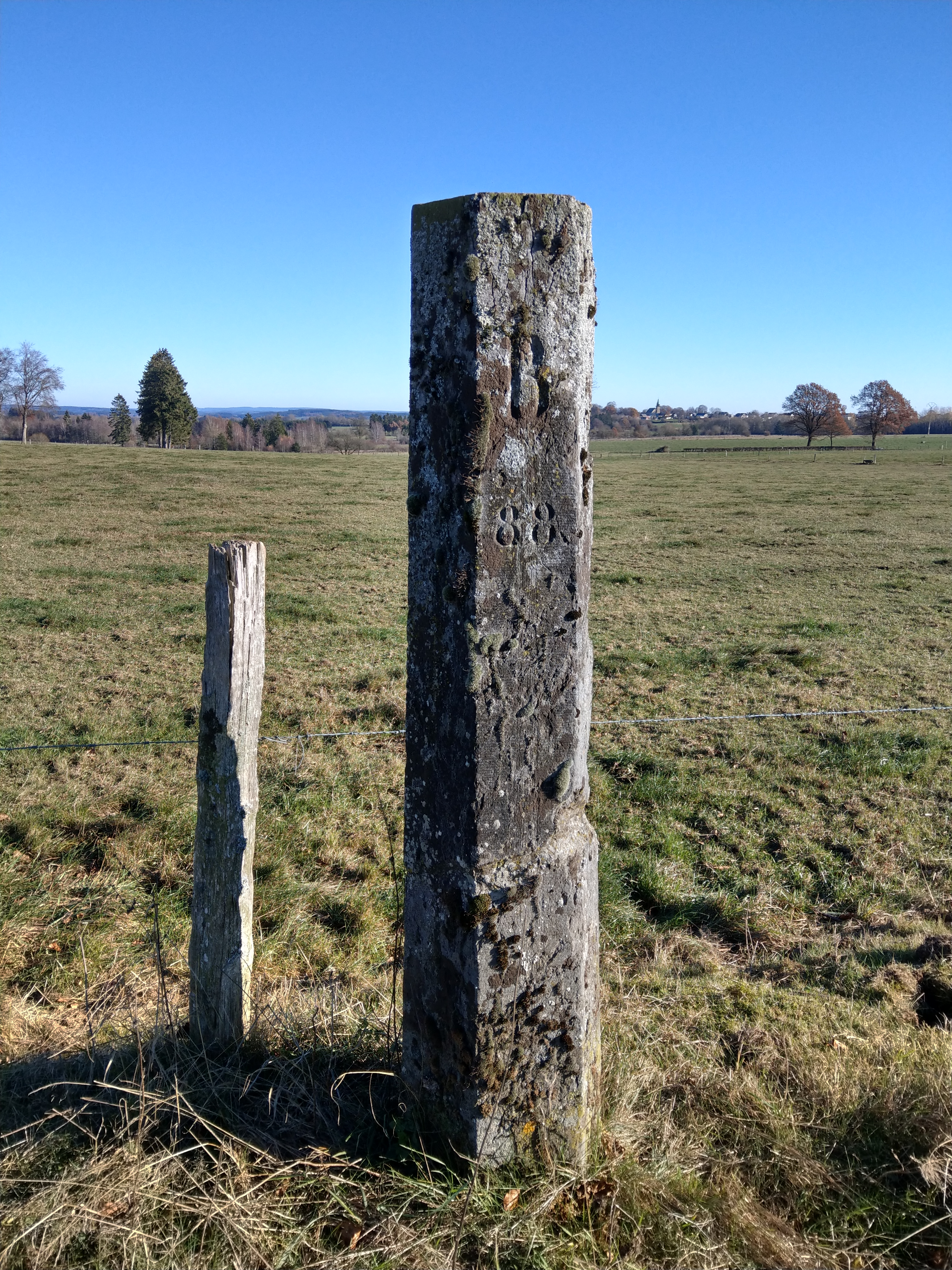
Grenzstein Nr. 88
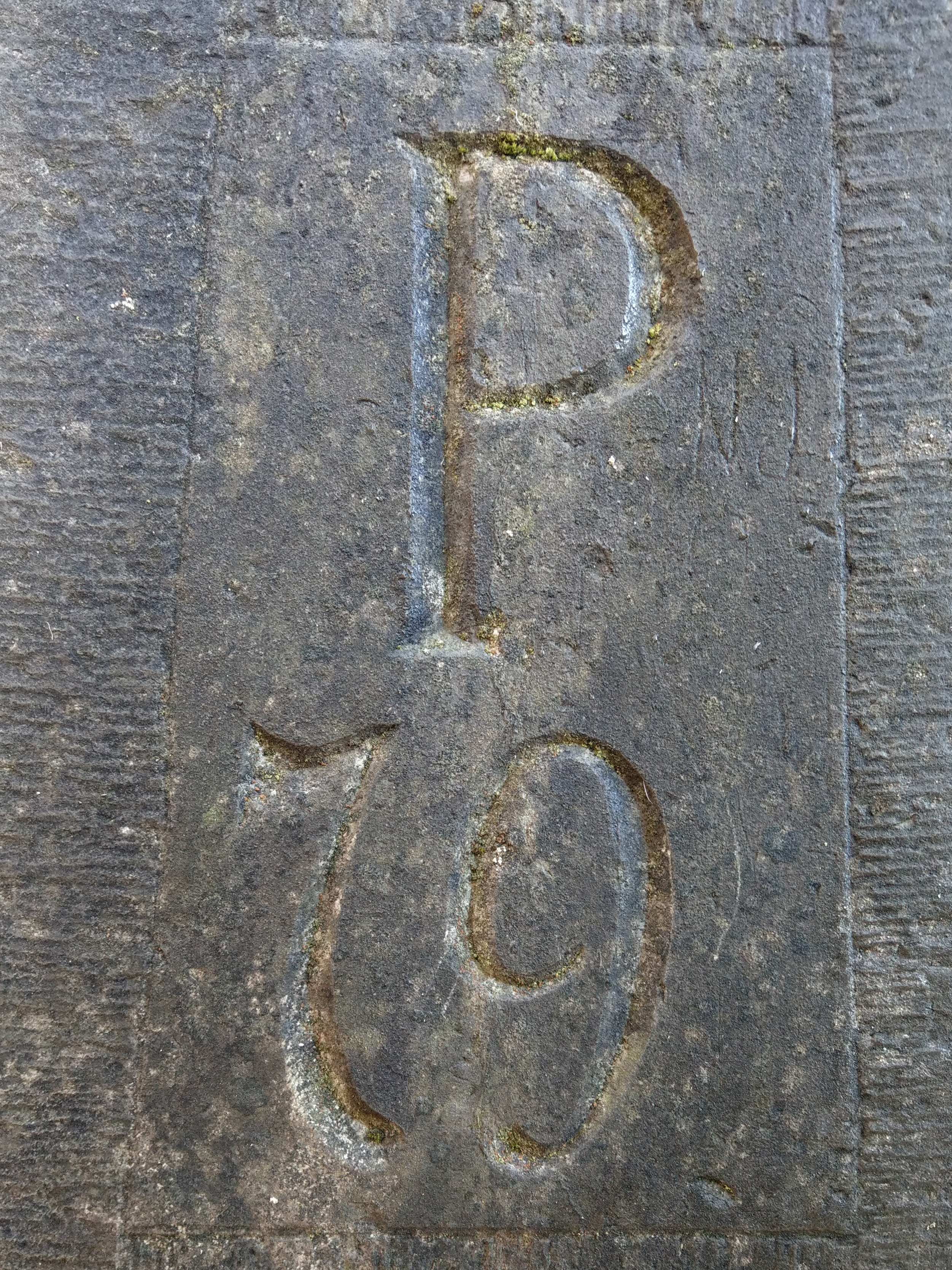
Grenzstein Nr. 79

## Geschichte

Säulenstumpf unter dem Taufbecken in der Pfarrkirche Aldringen

Aldringen wurde erstmals im Jahr 1131 urkundlich als Pfarrei unter dem damaligen Namen „Ahljer“ erwähnt.
Dieser Name wird weiterhin im „Ahljer Platt“, einem moselfränkischen Dialekt, verwendet. Die im 12. Jahrhundert errichtete Kirche von Aldringen zeugt von der langjährigen Besiedlung und kulturellen Bedeutung des Ortes.
Es wird angenommen, dass Aldringen während der fränkischen Zeit entstanden und möglicherweise auch eine römische oder keltische Vergangenheit hatte, ähnlich wie Maldingen. Die Namen der umliegenden wie -ingen (Grüfflingen, Aldringen, Maldingen), -lar/ler (Koller, Oudler, Espeler, Dürler, Lengeler) oder -scheid (Lascheid, Malscheid) deuten auf diese Epoche hin.
Ein Zeugnis römischer Präsenz in Aldringen ist ein 1963 im Chor der Pfarrkirche entdeckter Säulenstumpf aus Arkose, verziert mit einem Schuppenmuster und einem Band aus dem 2. Jahrhundert. Dieses Artefakt wird heute unter dem Taufbecken der Kirche aufbewahrt (siehe Bild). Bereits 1928 wurden in Aldringen Münzen, Wasserleitungen, Tongefäße sowie Plattengräber aus der römischen Zeit entdeckt, die auf eine frühe Besiedlung hinweisen. Zudem zeigen die heutigen Dorfstraßen in Aldringen mit ihrem Schachbrettmuster eine typische römische Siedlungsstruktur. Es wird vermutet, dass die Römerstraße von Reims nach Köln entlang der Maas-Rhein-Hauptwasserscheide bei Neuhaus, einer Flurbezeichnung am Rande von Aldringen, bis nach Maldingen verlief, was die strategische Bedeutung der Region in der Antike unterstreicht.

## Namensgebung
Im 12. Jahrhundert gibt es eine Erwähnung einer Kirche namens „Ahljer“, wie es heute noch im Volksmund in Aldringen ausgesprochen wird. In den „Chartes von Namur“ wird eine „filiale Aldringen“ genannt. Im Verzeichnis der Ortschaften von 1131 ist von der „ecclesia de Holdrehenge“ die Rede.
Wallonische Schriftsteller aus dem Jahr 1183 bezeichnen den Ort als „Oderanhes“. Im Jahr 1497 wird er als „Aldrehenez“ bezeichnet, 1558 als „Aldrehenges“ und in anderen Chroniken von 1385 als „Alderingen“, von 1471 als „Alderinghen“ und ab 1589 als „Aldringen“. Die älteste bekannte Form scheint also „Holdrehenge“ zu sein.

## Wirtschaft
Die örtliche Wirtschaft von Aldringen wird durch Land- und Holzwirtschaft sowie einige mittelständische Betriebe geprägt. Früher, bis zum Jahr 1967, befand sich in der heutigen Schulstraße 30 eine Molkerei. Das Gebäude besteht noch immer, wurde jedoch zu einem Wohnhaus umgebaut.
Das ehemalige Pfarrhaus in Aldringen wird zu einer multifunktionalen Begegnungsstätte mit Coworking-Space umgebaut, nachdem die Wallonische Region das Projekt im Dezember 2022 genehmigt hat.